# Burgaçlı, Bahçe
Burgaçlı là một xã thuộc huyện Bahçe, tỉnh Osmaniye, Thổ Nhĩ Kỳ. Dân số thời điểm năm 2010 là 673 người.